# Hioki

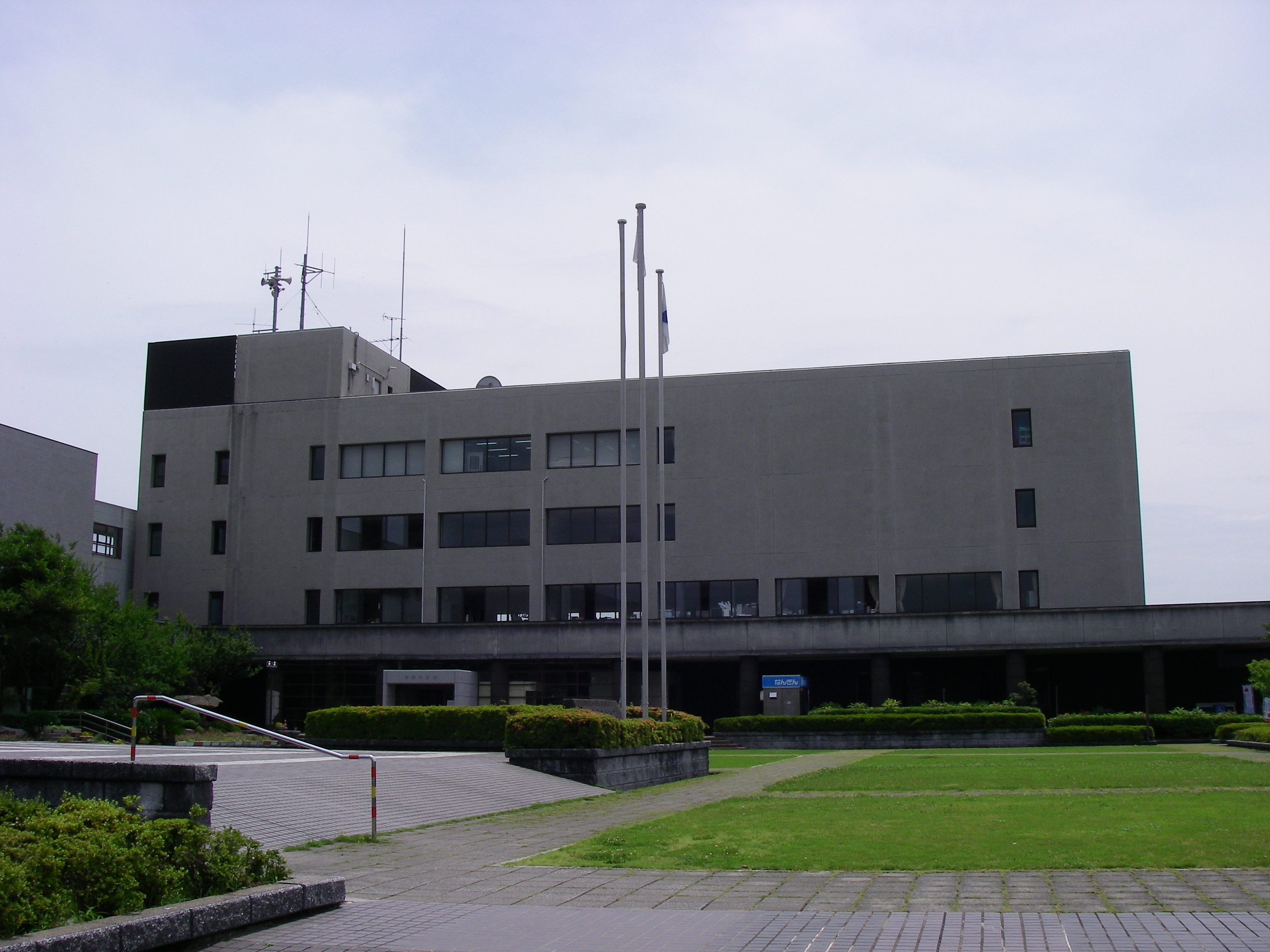
Rådhuset i Hioki

Hioki (japanska: 日置市?, Hikoi-shi) är en stad i Kagoshima prefektur på ön Kyūshūi södra Japan. Hioki bildades den 1 maj 2005 genom en sammanslagning av kommunerna Fukiage, Higashiichiki, Hiyoshi och Ijuin. Hioki ligger strax väster om staden Kagoshima och ingår i dess storstadsområde.